# Patrick Bettoni
Patrick Bettoni (Winterthur, 29 december 1975) is een Zwitsers voormalig voetballer die speelde als doelman.

## Carrière
Bettoni speelde gedurende zijn carrière voor FC Winterthur, FC Baden, Vicenza Calcio, Ascoli Calcio 1898 FC, AC Reggiana, Neuchâtel Xamax, BSC Young Boys en FC Thun.
Na zijn spelersloopbaan werd hij keeperscoach eerst bij enkele kleine teams al dan niet ook als speler en sinds 2012 is hij de vaste keepers trainer bij FC Thun.